# Лазутка Валентінас Антонович
Валенті́нас Анто́нович Лазутка (3 квітня 1932, село Бойсоголь, тепер ліквідоване село Венгеровського району Новосибірської області, Російська Федерація — 13 травня 2022, місто Мінськ, Білорусь) — литовський радянський державний діяч, секретар ЦК КП Литви (на платформі КПРС), 1-й секретар Вільнюського міського комітету КП Литви. Кандидат філософських наук (1962), доцент (1965), доктор філософських наук (1984), професор (1985).

## Життєпис
Народився в селянській багатодітній родині. Був внуком литовського революціонера, якого заслали до Сибіру в 1880-ті роки. Після 1945 року родина переїхала до Вільнюса.
У 1955 році закінчив філософський факультет Московського державного університету імені Ломоносова.
У 1955 році — асистент кафедри діалектичного та історичного матеріалізму Вільнюського державного університету.
Від 1955 до 1958 року навчався в аспірантурі Московського державного університету імені Ломоносова.
Член КПРС з 1958 року.
У 1958—1962 роках — викладач кафедри діалектичного та історичного матеріалізму Вільнюського державного університету.
1962 року захистив кандидатську дисертацію на тему: «Релігія як форма фантастичного відображення дійсності».
У 1962—1965 роках — старший викладач кафедри марксизму-ленінізму Вільнюської філії Каунаського політехнічного інституту.
У 1965—1972 роках — доцент кафедри філософії Вільнюського навчально-консультаційного пункту Московського кооперативного інституту.
У 1972—1974 роках — старший викладач кафедри філософії Академії наук Литовської CCP.
У 1974—1978 роках — старший викладач, у 1978—1981 роках — старший науковий співробітник, у 1981—1984 роках — доцент кафедри марксизму-ленінізму Вільнюської вищої партійної школи при ЦК КП Литви. З 1984 року працював професором кафедри марксизму-ленінізму Вільнюської вищої партійної школи.
У 1984—1989 роках — директор Інституту філософії, соціології та права Академії наук Литовської РСР.
У 1989—1991 роках — ректор Вільнюської вищої партійної школи.
Одночасно в 1989—1991 роках — 1-й секретар Вільнюського міського комітету КП Литви (на платформі КПРС).
21 квітня 1990 — серпень 1991 року — секретар ЦК КП Литви (на платформі КПРС).
Лазутці було висунуто звинувачення у змові в січні 1991 року «з метою захоплення влади в Литві та усунення законних лідерів держави, навмисному заподіянні тілесних ушкоджень, знищенні майна, розпалюванні національної ворожнечі» тощо. 
З вересня 1991 по 2001 рік жив у Німеччині, підробляв навчанням гри в шахи. Набув російське громадянство.
З 2000-х років мешкав у Мінську, де й помер 13 травня 2022 року.

## Основні праці
- Die nationalen Beziehungen in der Sowjetunion / Valentinas Lazutka ; Aus dem Litauischen von Antanas Gailius. Vilnius : Mintis, 1979.
- National relations in the Soviet Union / V. Lazutka ; Transl. from the Lithuanian by Algimantas Jokubenas. Vilnius : Mintis, 1979.
- В. И. Ленин и общественный прогресс: (Материал для лектора) / Канд. философ. наук В. Лазутка ; О-во «Знание» Литов. ССР. Науч.-метод. совет по вопросам истории СССР и КПСС. Вильнюс : [б. и.], 1967.
- Критика буржуазного национализма и интернациональное воспитание / В. Лазутка. Вильнюс : Минтис, 1982.

## Нагороди та відзнаки
- Заслужений діяч культури Литовської РСР (1982)